# 犀貘属
犀貘（學名：Heptodon）是已滅絕的沼貘科。牠們生存於始新世早期的北美洲，約 50.3—48.6 百萬年前。

## 特徵
犀貘約長1（3.3英尺），外觀像現今的貘。從其頭顱骨的形狀估計牠們沒有貘的長鼻，但可能有稍長的上唇，類似於其近親沼貘。從其標本估計牠們重15.5公斤。